# Rogue Company
Rogue Company è un videogioco sparatutto in terza persona multigiocatore free-to-play multipiattaforma, sviluppato da First Watch Games e pubblicato da Hi-Rez Studios. Il gioco è disponibile per Microsoft Windows, PlayStation 4, Xbox One e Nintendo Switch dal 1º ottobre 2020, mentre per PlayStation 5 dal 30 marzo 2020, tramite l'Epic Games Store.
Il gioco è stato in closed beta dal 20 luglio 2020e per potervi accedere era necessario ricevere una chiave d'accesso tramite alcuni pacchetti a pagamento oppure tramite Twitch con un sistema di drop da parte degli streamer che trasmettevano il gioco.

## Modalità di gioco
Ogni giocatore ha la possibilità di cimentarsi in più modalità di gioco, diverse tra loro per obiettivi ed abilità richieste.

### Multigiocatore
Nella modalità multigiocatore si ha la possibilità di confrontarsi con altre persone in tre diverse sottomodalità. La fase iniziale della partita è comune a tutte le sottomodalità e consiste innanzitutto nella scelta del personaggio da utilizzare. Si passa poi alla fase di selezione dell'arsenale da battaglia. Inizialmente a ogni giocatore viene fornita una somma in denaro fissa per poter acquistare almeno un'arma; al termine di ogni round, a seconda dell'andamento della partita, il denaro ottenuto aumenta e ciò fa sì che sia possibile accedere a migliorie delle armi, acquisizione di gadget ed armi corpo a corpo, e abilità secondarie. Non è obbligatorio spendere tutta la somma disponibile: per esempio, può essere una buona strategia quella di mantenere il denaro per acquistare accessori più efficaci nei turni successivi. 
Il prepartita si svolge all'interno della stiva di un aereo, dalla quale i personaggi si gettano una volta ultimata la selezione dell'arsenale e tramite un aliante raggiungono la mappa di gioco dove ha inizio l'azione della partita.
Le sottomodalità disponibili sono:
- Deathmatch a squadre, nella quale le due squadre sono composte da sei giocatori ciascuna e l'obiettivo è quello di eliminare l'intera squadra avversaria; chi per primo arriva a tre round vince la partita.

- Strikeout, dove le due squadre sono composte da quattro giocatori ciascuna e l'obiettivo è quello di conquistare un'area della mappa di gioco e mantenerne il possesso per un determinato periodo di tempo, vincendo un round. Entrambe le squadre hanno un numero limitato di vite; quando queste vengono esaurite il giocatore non può più ritornare in campo in caso di morte. Chi per primo arriva a tre round vince.

- Demolizione, in cui le due squadre sono composte da quattro giocatori ciascuna e vengono a assegnate al ruolo di attaccanti e difensori all'inizio di ogni round. L'obiettivo della squadra attaccante è distruggere col piazzamento di una bomba una delle due zone della mappa presiedute dalla squadra dei difensori, o in alternativa eliminare tutta la squadra dei difensori; l'obiettivo dei difensori è difendere le proprie zone di presidio e disinnescare l'eventuale bomba piazzata dalla squadra attaccante, o in alternativa eliminare la squadra attaccante per intero.

#### Competitivo
Esiste inoltre la modalità competitiva (sempre multigiocatore) dedicata ai giocatori più esperti. Questa modalità include le due sottomodalità strikeout e demolizione. Rispetto alla modalità multigiocatore, in questo caso l'esito della partita determina l'acquisizione o la perdita di punti che fanno inserire il giocatore in diverse divisioni che rispecchiano la sua abilità e fanno sì che in partita si giochi contro avversari sempre più forti.

### Allenamento
La modalità allenamento include varie sottomodalità:
- Tutorial, per imparare i comandi e far pratica con le meccaniche di gioco.
- Poligono di tiro, dove vengono messe a disposizione tutte le armi e tutti gli operatori del gioco, anche quelli non ancora sbloccati dal giocatore.
- Pratica strikeout, che permette l'allenamento nella suddetta modalità combattendo contro bot, ossia avversari controllati dalla CPU di gioco.
- Pratica demolizione, che dà la possibilità di esercitarsi nella suddetta modalità sempre contro bot.

### Partita personalizzata
Selezionando partita personalizzata il giocatore imposta la partita secondo le sue regole; può quindi intervenire sulla scelta del tempo di gioco, numero di round e scelta della mappa.

## Personaggi
All'interno del gioco è possibile affrontare le partite con vari personaggi (operatori). Alcuni sono forniti gratuitamente dall'inizio, mentre altri sono sbloccabili attraverso punti che vengono conferiti all'aumento di ogni livello o completamento di una missione (contratto), o in alternativa con la valuta di gioco che è possibile comprare nella sezione Negozio con soldi veri. Ciascun operatore possiede delle abilità attive e passive uniche che risultano più utili in determinati ambiti di gioco e in determinate mappe. Queste abilità riguardano vantaggi in combattimento, individuazione nemici e negazione dell'area. Ogni personaggio è caratterizzato da un arsenale composto da due armi primarie tra le quali è possibile scegliere, un'arma secondaria, una corpo a corpo e gadget vari. Abilità e arsenale variano da operatore a operatore, quindi sta al giocatore sfruttare al meglio le varie combinazioni che un personaggio può fornire per aggiudicarsi la vittoria. Vi sono inoltre delle categorie nelle quali gli operatori vengono suddivisi: 
- Attaccanti, i quali grazie alle loro abilità ed armi primarie risultano migliori per lo scontro in prima linea
- Difensori, i quali per via della loro resistenza ed abilità sono più votati a proteggere i compagni e l'area di presidio
- Tattici, i quali tramite i loro gadget e le loro abilità speciali riescono ad avvantaggiare la propria squadra; costituiscono una categoria separata rispetto ad attaccanti e difensori

## Mappe
Le ambientazioni delle partite sono diverse per estensione e luoghi tattici, favorendo determinati operatori e al contempo sfavorendone altri. I luoghi di combattimento hanno talvolta anche delle componenti interattive (ripari naturali, vetrate che si possono rompere) che il giocatore può sfruttare in determinati momenti della partita. La scelta della mappa, casuale ed eseguita da parte del gioco stesso, incide spesso sul tipo di partita che verrà giocata (ad esempio una mappa in campo aperto abbinata alla modalità "strikeout" renderà la partita molto più frenetica e difficile da gestire) e sull'utilità o meno di un personaggio.

## Pass Battaglia
Dopo circa tre mesi dal lancio ufficiale del gioco, i creatori hanno deciso di farlo passare al modello stagionale, ossia impostando un sistema di ricompense sbloccabili esclusive solo in un determinato periodo di tempo, di durata variabile. L'insieme di queste ricompense prende il nome di Pass Battaglia poiché soltanto ottenendo punti esperienza ed aumentando di livello è possibile ottenerle; ciò è favorito da una serie di missioni (contratti) sbloccabili col passare del tempo. Il Pass Battaglia è suddiviso in due parti: quella gratuita e accessibile a tutti i giocatori, e quella premium. La differenza sta nel fatto che le ricompense sbloccabili gratuitamente sono in numero nettamente minore rispetto a quelle premium, che richiedono un costo fisso per potervi accedere. La versione premium conferisce inoltre un incremento costante dei punti esperienza ottenuti, permettendo così di salire di livello più velocemente. Tra le ricompense del Pass Battaglia è possibile trovare spray ed emote, alianti, costumi per personaggi, mimetiche per armi, valuta di gioco, decorazioni per il proprio profilo e acceleratori di punti esperienza. Solo le ricompense minori sono però ottenibili unicamente con la parte gratuita.

## Armadietto armi
In questa sezione vengono registrati i progressi raggiunti con le varie armi presenti nel gioco. Azioni particolari eseguite con un'arma (eliminazioni, assistenze, colpi alla testa, vittorie) conferiscono punti esperienza che a pari di certe quantità determinano il livello dell'arma. Aumentando di livello vengono sbloccate modifiche ed upgrade che rendono l'arma più efficace. All'interno dell'armadietto si possono anche selezionare le varie mimetiche da assegnare a ogni arma.

## Profilo
La sezione del profilo tiene traccia di tutte le statistiche di gioco riguardanti l'utente, indicando tempo di gioco, premi ottenuti, livello raggiunto dall'account legato al giocatore, numero di vittorie ottenute e di eliminazioni eseguite. Vi è poi un'ulteriore suddivisione di statistiche valida per ogni personaggio all'interno del gioco; vengono quindi resi noti i dati di gioco operatore per operatore (danni totali, colpi alla testa, atterramenti, risuscitamenti, rapporto eliminazioni/morti). In questa sezione è disponibile anche una piccola parte dedicata ai trofei ottenuti nel gioco.

## Negozio
All'interno del negozio è possibile acquistare svariati oggetti, da costumi per personaggi a bundle contenenti operatori esclusivi. Il negozio è diviso in sottosezioni sulla base della durata di permanenza che gli articoli hanno (mensile, settimanale, giornaliera); al termine della permanenza il negozio prosegue a rotazione con altri accessori. Si possono inoltre comprare pacchetti contenenti oggetti casuali di una rarità prestabilita, e quantità varie della valuta di gioco (acquistabile solo con soldi veri). Di tanto in tanto in concomitanza col lancio di eventi, appaiono all'interno del negozio dei pacchetti celebrativi che rimangono acquistabili per tutta la durata dell'evento, rendendoli di fatto unici ed esclusivi.

## Eventi
Il 3 dicembre 2020, ossia qualche mese dopo il lancio del gioco, si sono svolti due Twitch Rival con premio di $25.000, uno in Europa ed uno in Nord America. Il Twitch Rival consiste in un torneo su invito organizzato dalla piattaforma di streaming Twitch, la quale si occupa anche di selezionare i giocatori dal continente che ospita il torneo e di suddividerli in varie squadre; sulla base dei piazzamenti realizzati nelle varie partite le squadre ottengono punti. Al termine del torneo viene mostrata la classifica e suddiviso il premio in denaro tra i team partecipanti. Vengono realizzati eventi anche per festeggiare il lancio delle nuove stagioni, con relativi pass battaglia ed accessori. Gli eventi "secondari" invece sono costituiti da aggiornamenti e bilanciamenti che vengono apportati costantemente al fine di rendere il gameplay più fluido e corretto possibile, questo grazie al legame con la community pronta a segnalare eventuali disagi o malfunzionamenti.

## Critica
Precedentemente al lancio ufficiale del gioco, svariati siti di recensioni per videogiochi hanno avuto l'occasione di provare il titolo in anteprima. MondoXBOX ha elogiato il modo in cui la solidità e l'equilibrio che caratterizzano il gioco bilanciano alcuni punti a sfavore, come la totale assenza di una trama.